# Lac Frontière
Pour les articles homonymes, voir Frontière (homonymie).
Le lac Frontière est un plan d’eau, situé entièrement dans la municipalité du Lac-Frontière, dans la municipalité régionale de comté (MRC) de Montmagny, dans la région administration de Chaudière-Appalaches, au Québec, au Canada.
À partir de 1915, la petite agglomération du Sud du lac, nommée Lac-Frontière, a connu un certain développement grâce au terminus de la société ferroviaire Quebec Central.
Au XIXe et XXe siècles, l'industrie forestière a été la principale activité économique de la région. Dès l'arrivée du chemin de fer, la vocation récréo-touristique de la région s'est développée significativement.

## Géographie
Le lac Frontière s’approvisionne en eau par son tributaire la rivière Noire Nord-Ouest (venant du Nord) et par le ruisseau du Réservoir (venant de l’Ouest). Le village de la municipalité de Lac-Frontière est situé au Sud du lac.
L’embouchure du Lac Frontière est situé du côté Sud-Est du lac, à :
- 0,9 km à l’Ouest de la frontière canado-américaine ;
- 0,5 km au Nord du centre du village de Lac-Frontière ;
- 1,9 km à l’Est du sommet de la montagne du Lac (altitude : 510 m) ;
- 4,4 km au Sud-Est du centre du village de Sainte-Lucie-de-Beauregard.

## Toponymie
Le choix de ce toponyme s’explique par sa proximité de la frontière canado-américaine. Établie en 1842, cette frontière résulte du traité de Webster-Ashburton, au terme de longues négociations entre les Britanniques et les Américains.
Subséquemment, les Britanniques établirent un campement sur les rives de ce lac, afin d’accommoder leurs arpenteurs qui partaient faire des relevés topographiques dans le but de fixer plus précisément la frontière. À la même époque, les habitants de la région de Montmagny avaient désigné cette nappe d'eau « Lac des Anglais », en l’associant à la langue des individus qui s'y trouvaient, tant Britanniques qu'Américains. Des documents cartographiques de l’époque traduisirent cette appellation par « English Lake ».
Le toponyme « lac Frontière » a été officialisé le 5 décembre 1968 à la Commission de toponymie du Québec.